# Sergei Tsukanov
Sergei Borisovich Tsukanov (tiếng Nga: Серге́й Борисович Цуканов; sinh ngày 14 tháng 1 năm 1986) là một cầu thủ bóng đá người Nga. Anh thi đấu cho F.K. Luch-Energiya Vladivostok.